# Tazovskij rajon
Il Tazovskij rajon è un rajon (distretto) del circondario autonomo Jamalo-Nenec, nella Russia siberiana occidentale. Il centro amministrativo è il villaggio di Tazovskij.